# Leslie Godfree

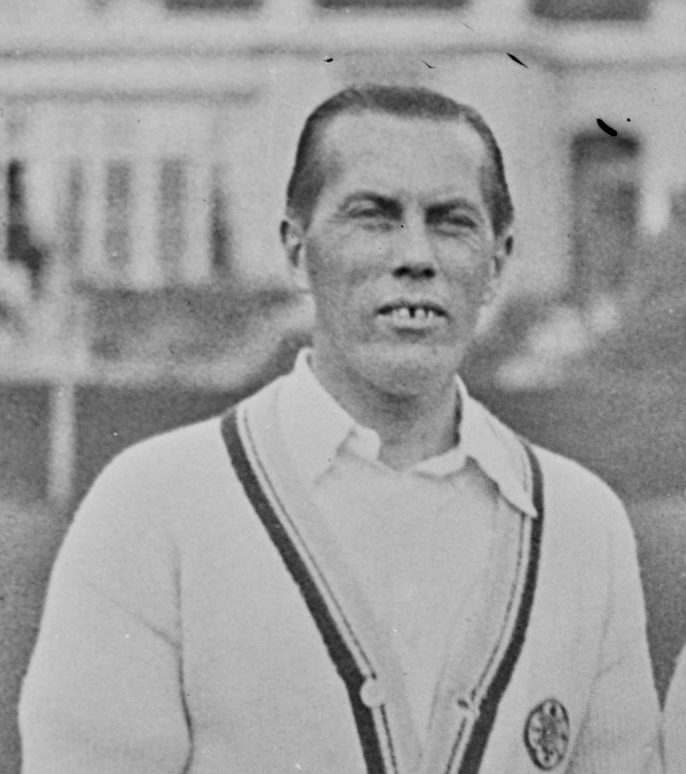
Leslie Godfree

Leslie Allison Godfree (* 27. April 1885 in Brighton; † 17. November 1971 in London) war ein englischer Tennisspieler.

## Karriere
Godfree nahm von 1920 bis 1930 an den Wimbledon Championships teil. Während er im Einzel nie über die dritte Runde hinauskam, siegte er dort 1923 im Doppel an der Seite von Randolph Lycett. Daneben konnte er zusammen mit seiner Frau Kathleen McKane-Godfree 1926 als bis heute einziges Ehepaar den Mixed-Wettbewerb gewinnen.
Von 1923 bis 1927 nahm er für Großbritannien am Davis Cup – ausschließlich im Doppel – teil und gewann sechs seiner elf Spiele.
Godfree spielte bei den Olympischen Spielen 1924 in Paris im Mixed und im Doppel, konnte jedoch keine Medaille erringen.
Er starb 1971 im Alter von 86 Jahren im Londoner Stadtteil Richmond.

## Titel

### Doppel
| Nr. | Jahr | Turnier                 | Partner         | Finalgegner                     | Endergebnis        |
| --- | ---- | ----------------------- | --------------- | ------------------------------- | ------------------ |
| 1.  | 1923 | Wimbledon Championships | Randolph Lycett | Eduardo Flaquer Manuel de Gomar | 6:4, 6:4, 3:6, 6:3 |

### Mixed
| Nr. | Jahr | Turnier                 | Partnerin               | Finalgegner               | Endergebnis |
| --- | ---- | ----------------------- | ----------------------- | ------------------------- | ----------- |
| 1.  | 1926 | Wimbledon Championships | Kathleen McKane Godfree | Mary Browne Howard Kinsey | 6:3, 6:4    |